# Merfy
Merfy település Franciaországban, Marne megyében. Lakosainak száma 603 fő (2022. január 1.). Merfy Châlons-sur-Vesle, Champigny, Chenay, Pouillon, Saint-Brice-Courcelles és Saint-Thierry községekkel határos.

## Népesség
A település népességének változása:
| Lakosok száma | 389  | 496  | 547  | 653  | 613  | 608  | 605  | 603  | 603  | 603  |
|               | 1968 | 1982 | 1990 | 2006 | 2013 | 2015 | 2017 | 2019 | 2020 | 2022 |